# Corythalia xanthopa
Corythalia xanthopa är en spindelart som beskrevs av Jocelyn Crane 1948. 
Corythalia xanthopa ingår i släktet Corythalia och familjen hoppspindlar. Inga underarter finns listade i Catalogue of Life.